# Molophilus intactus
Molophilus intactus är en tvåvingeart som beskrevs av Alexander 1961. Molophilus intactus ingår i släktet Molophilus och familjen småharkrankar. Inga underarter finns listade i Catalogue of Life.